# Zoo de Caroline du Nord
Le zoo de Caroline du Nord est un parc zoologique situé à Asheboro dans le comté de Randolph, en Caroline du Nord, dans les montagnes Uwharrie près du centre géographique de l'état, à environ 121 km à l'ouest de Raleigh. Avec plus de 810 ha, il est le plus grand zoo du monde, et est l'un des deux zoos soutenus par l'État aux États-Unis, avec le zoo du Minnesota,. Le zoo de Caroline du Nord compte plus de 1 100 animaux représentant plus de 250 espèces venant principalement d'Afrique et d'Amérique du Nord. Le zoo est ouvert 364 jours par an et reçoit plus de 700 000 visiteurs par an.